# Flagge von La Rioja

Flagge von La Rioja
Seitenverhältnis 2:3

Die Flagge von La Rioja ist ein in horizontalen Streifen in Rot, Weiß, Grün und Gelb zu gleichen Breiten geteiltes Flaggentuch. Mittig ist das Wappen von La Rioja eingefügt, so dass es im weißen und grünen Streifen liegt.

## Geschichte
Die Flagge wird häufig ohne Wappen dargestellt. Ihre Farben gehen auf das Wappen zurück. Der Wappenschild zeigt in seiner linken ein rotes Santiago-Kreuz, links und rechts je eine weiße Jakobsmuschel, im unteren Teil einen grünen Berg, den Monte Laturce. Die linke Hälfte zeigt eine goldene Burg mit drei Türmen (ein Hinweis auf Kastilien, zu dem La Rioja bis 1982 gehörte) auf einer goldenen Brücke. Darunter weiße und blaue Wellenlinien.